# لقمة وحشية لعظم الظنبوب
اللّقمة الوحشية لعظم الظنبوب (بالإنجليزية: Lateral condyle of tibia)‏ هي الجزء الوحشي (الخارجي) من الطرف العلوي لقصبة الساق.
وهي مكان ارتكاز لجزء صغير من العضلة الفخذية ذات الرأسين، حيث أن أغلب وتر العضلة الفخذية ذات الرأسين يرتكز على عظم الشَّظِيَّة.

## وصلات خارجية
- شكل تشريحي: 17:06-03 على موقع مركز سوني دونستات الطبي (تشريح بشري عبر الإنترنت).
- شكل تشريحي: 17:07-04 على موقع مركز سوني دونستات الطبي (تشريح بشري عبر الإنترنت).
- درسٌ تشريحي حول lljoints مُعدٌ بواسطة ويسلي نورمان (جامعة جورجتاون). (topoftibia)

## صور إضافية

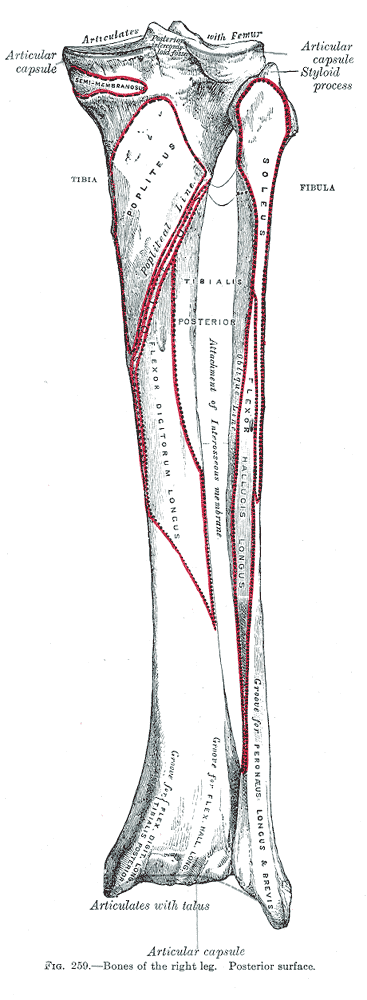
عظام الساق الأيمن ، نظرة من الخلف.
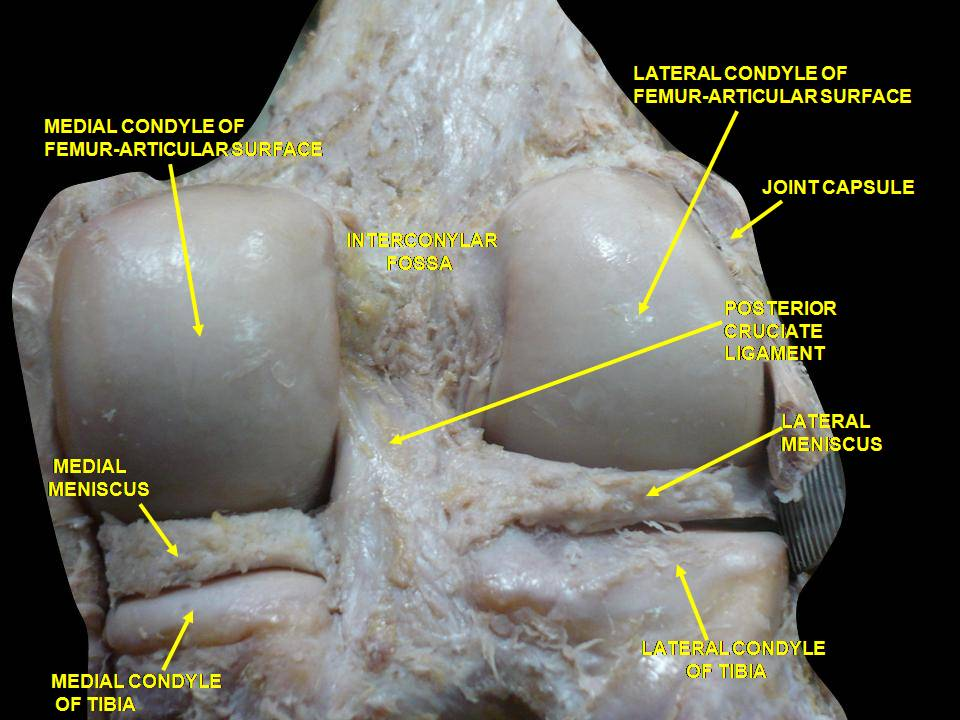
الركبة اليمنى في حالة تمديد. تشريح عميق. عرض خلفي.
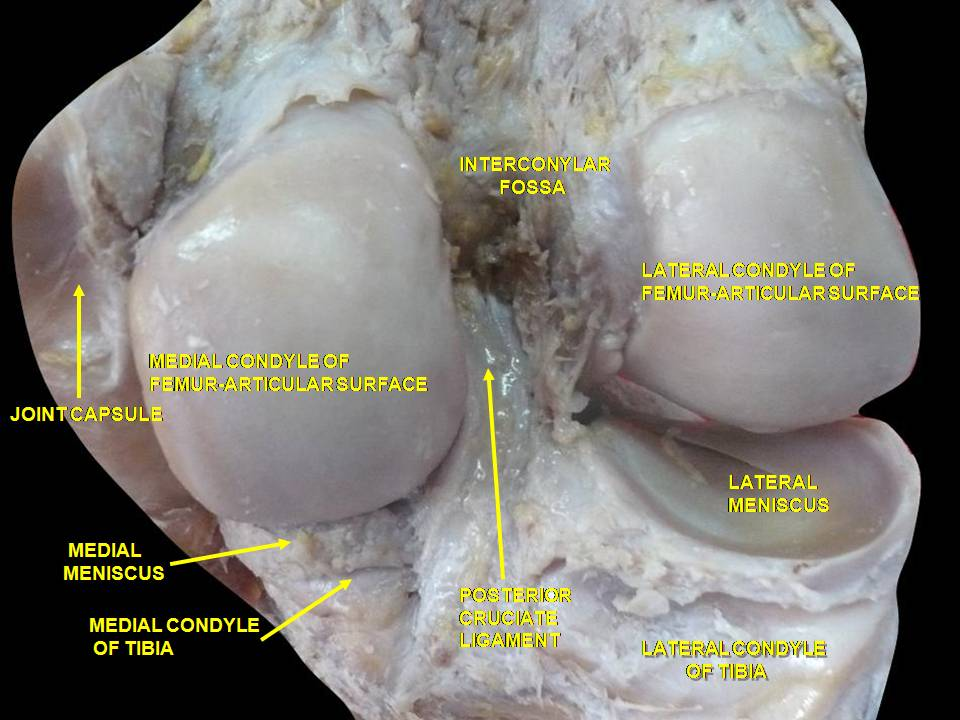
الركبة اليمنى في حالة تمديد. تشريح عميق. عرض خلفي.
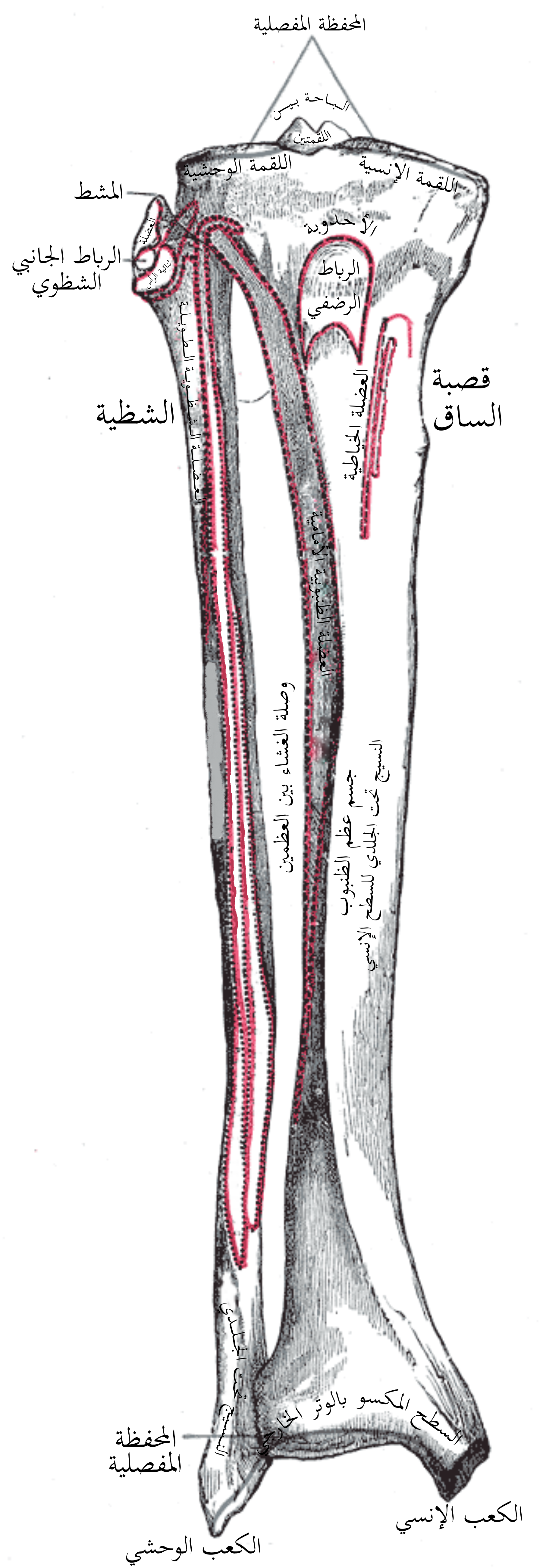
عظام الساق الأيمن ، نظرة أمامية.
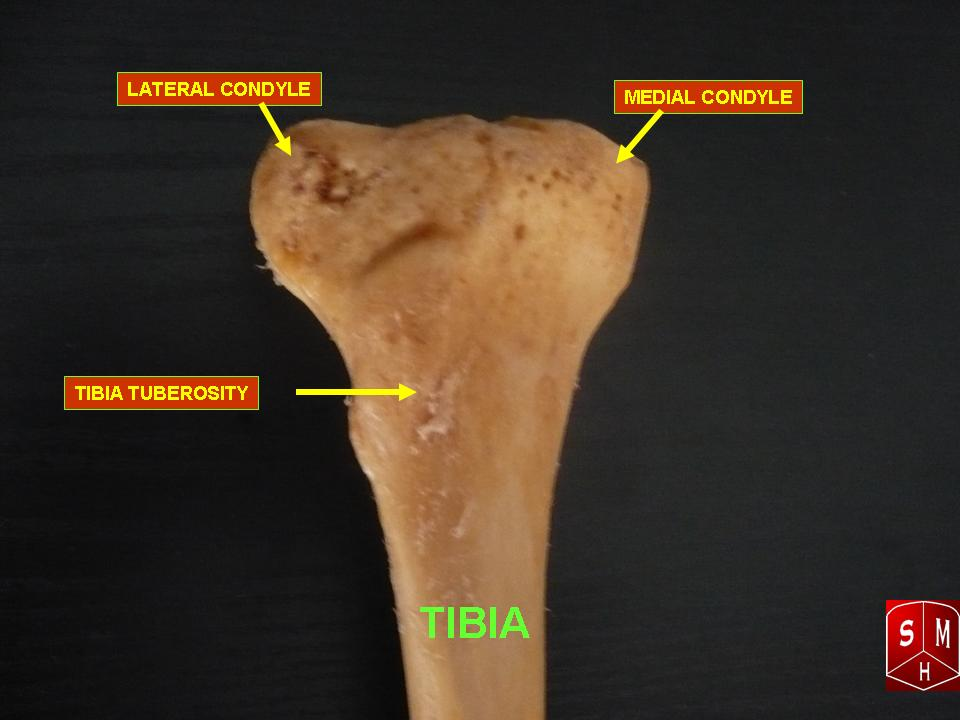
اللّقمة الوحشية لعظم الظنبوب ظاهرة.